# 2014年东莞扫黄事件

中央电视台《焦点访谈》报道的画面。一些女子在东莞的一酒店的舞台上进行选秀节目，实际上是卖淫嫖娼。

2014年东莞扫黄事件，是2014年2月9日发生在中华人民共和国广东省东莞市的一起因媒体曝光而导致官方大规模、大面积扫除娱乐场所色情业的事件。扫黄行动是因中国中央电视台记者曝光，由东莞市政府、东莞市委和东莞公安在2014年2月9日下午带头展开的，总共出动了6525名警力。扫黄新闻被报道出来后，舆论哗然。此次事件备受公众关注，并引起了巨大争议，事件所涉及的治安与隐私、娱乐经济等利弊问题十分广泛而复杂，支持与反对者两极对峙。
东莞扫黄事件后，中国在全国范围内取缔色情场所以广东全省为例。2月10日，广东要求全省公安机关集中组织开展一次为期3个月的“扫黄”，全面清剿娱乐场所涉黄活动。其中广州市共抓获各类违法犯罪嫌疑人98人。

## 事件背景
由于地处中国珠三角地区，对外开放程度高，流动人口众多，气候条件好，所以广东省东莞市的经济发达，特别是第三产业（服务业）十分发达，东莞市也因“莞式服务”而著名。酒店、酒吧、宾馆、KTV等娱乐场所云集于此，广泛接待来自中国大陆、香港、澳门、海外的游客。而自中国大陆改革开放以来，东莞娱乐场所的色情业也存在和发展了多年。其色情业也因服务业的发达而发达，大多数娱乐场所均提供色情服务。由于中华人民共和国法律明文禁止卖淫嫖娼，所以东莞娱乐场所也历次被突击检查。东莞色情业主要依靠政府、公安当局内部人员的庇护和支撑来获得发展，据称此次行动打击服务业生意不下百亿，经济增长受到巨大冲击，东莞因色情业发达而被中国网民戏谑为“性都”。

## 事件经过

### 东莞着手清查
2014年2月9日上午，中国官方的中国中央电视台新闻频道耗时数十分钟，播出了该台记者在东莞隐蔽拍摄的10多家娱乐场所色情服务的画面，并对此做了周详的报道和解说。中国央视的报道一播出便引来了广泛的关注。当日下午，广东省委书记胡春华做出批示，要求对东莞全市进行拉网式的排查，并称“先治标，再治本”。
随即，东莞当局派出6525名警力展开第一轮清查。在第一轮清查中，东莞市公安局和五个分局成立了专案组，在当日下午3时对央视曝光的五个镇12家娱乐场所进行了清查整治。警方从娱乐场所抓捕了从事色情服务的相关人员。据之后中国中央电视台的报道，第一轮清查后，东莞当局已经对中堂镇公安分局局长、酒店所在片区的派出所所长提出了先停职、后调查处理的初步处理意见，东莞市委也对中堂、黄江、虎门、凤岗和厚街五个镇的主要领导和分管领导提出了警告。第一轮清查一直进行到第二天凌晨，警方实行了地毯式的搜捕，抓捕多名顾客和卖淫女子。此次清查，警方总共拘捕67人。这引起了媒体和网民广泛的关注。

### 公安部督查
2014年2月10日，据中国官方公开的信息，中国公安部派出了由治安管理局局长带队、监察和督察等部门参加的督导组，赶赴广东，对案件查处、问题整治和责任追究工作指导督办。这导致多名官员被停职，公安部下令追究当地公安机关官员的责任，并彻查东莞色情业背后的支撑者和保护伞。众多娱乐场所被暂时查封。

### 后续
经过警方清查后，东莞色情业陷入停滞状态，东莞各方面都受到了不同程度的影响，包括央视在内的诸多媒体进行了回访。据大公报报道，当局的这次扫黄行动致色情产业链断裂，影响到了就业，20万人可能要另谋生计；事件发生后，东莞经济被普遍认为受到了巨大冲击，财讯报道称，扫黄过后，东莞酒店业已经受到了严重的影响。而此次清查之后，许多前往东莞嫖娼的官员被媒体逐步曝光出来；据中国江西网披露，2月10日，中铁大桥局集团第五工程有限公司通报了此前被媒体跟拍而备受关注的“赣GA4389”奥迪车的情况，涉事车为该公司驻珠海的港珠澳大桥一项目段工程处公车，涉案人员被查处。此外，《蘋果日報》於2月12日在頭版發布以「成班差人尋歡撞正掃黃　公安拘港警」為題的報道，表示至少一名現役香港警務人員被當局處以行政拘留。香港警務處於同日聲明，表示上述的報道的標題及報道內容與事實不符。警務處表示於2月11日已經回應《蘋果日報》的查詢，指出向東莞有關當局查證後，證實在行動中無香港警務人員被拘捕，亦無接獲香港警務人員在東莞被拘捕的報告。
2014年2月10日，中国大陆互联网出现谎称含有东莞色情服务视频的计算机病毒，诈骗短信也频繁出现。2月14日，中国官方发布消息，广东省委常委会决定，免除严小康的东莞市副市长、市公安局局长职务，并按有关法律规定办理。官方称其在国内外造成了恶劣的影响。
2014年7月29日，东莞80%的娱乐场所已依法恢复营业，目前复业的三类场所共有1134家，其中KTV465家，沐足631家，KTV和沐足的复业率达到80%，桑拿原本有198家，目前仅复业38家。在5个月的扫黄行动中，全市公安机关共打击涉黄刑事案件281宗，查处涉黄治安案件530宗，抓获犯罪嫌疑人700人，处理违规人员1552人。同日，东莞32个镇、街道政府及松山湖、生态园管委会、2684家桑拿、歌舞娱乐、沐足、旅业四类场所的实际经营者，在各地公安分局统一召开打击整治涉黄问题警示谈话会活动，会上公布了“史上最严”十项规定，以消除三类场所十类涉黄隐患。
1. 房：即场所内不得设置封闭式套间。
2. 床：即沐足美容美体房间内不得放置按摩床。
3. 锁：房间内不得安装门锁、插销等阻碍他人自由进出房间的装置。
4. 灯：房间、包厢内不得安装可调节亮度的照明灯，且在营业时间内不能关闭。
5. 窗：房间、包厢房门上安装的透明门窗高度尺寸须符合要求且不得设置遮挡物。
6. 铃：场所不得设置用于逃避、阻碍日常检查的信号灯、响铃等遥控装置及设备。
7. 影：在场所出入口、接待大堂、收银台等安装视频监控并联网公安后台。
8. 人：从业人员衣着整齐大方，不能有伤风化，职员实行实名制登记管理。
9. 照：娱乐场所需要到工商部门办理营业执照。
10. 证：场所需按照相关法律法规办理公共场所卫生许可证等后才能营业。

另外，若娱乐场所涉黄，将“一旦发现从严处理，直接‘一次性死亡’”。
2016年2月4日，原中共东莞市委书记刘志庚落马。据媒体报道称，东莞的扫黄事件与有关部门从外围着手调查刘志庚在东莞的违纪违法行为有关。

## 官方通告
事发后，中国官方做出了以下通告：
为认真贯彻落实省委、市委的部署，确保扫黄专项整治工作顺利进行，经市委批准，东莞市纪委2014年2月12日上午发出紧急通知，强调四项纪律要求：
一、严明政治纪律，实行“两个一律”。要认真组织学习中央政治局委员、省委书记胡春华重要批示精神，充分认识省委、市委开展扫黄整治的坚强意志和坚定决心，把思想和行动统一到省委、市委关于扫黄整治决策部署上来。要切实增强打击整治涉黄违法犯罪的责任感和紧迫感，深刻认识涉黄问题的严重危害性，坚决遏制涉黄问题的蔓延，有效净化社会风气。各级领导干部守土有责，凡是查处不力，再被举报仍有涉黄活动并查实的，属地镇（街道）党委书记、公安分局长、派出所长、村（社区）书记一律先免职再按规定从严处理。凡党员干部参与经营涉黄场所、充当涉黄场所“保护伞”的，一律先免职再按规定从严处理。
二、严明工作纪律，确保工作成效。要将铲除涉黄问题作为开展第二批党的群众路线教育实践活动的一项具体措施，采取超常规措施向“黄流”宣战，精密组织，将责任明确到岗、到人，扎实推进。各级党组织特别是领导干部要严格遵守工作纪律，服从指挥、恪尽职守。各有关部门之间要加大沟通协调力度，强化工作合力。纪检监察机关要围绕专项整治加强监督检查，实行严格的问责制。凡在扫黄工作中失职、渎职的，凡是坐视不理、推而不动的，凡是推诿扯皮、效率低下，延误扫黄整治工作的，都要追究责任。
三、严明办案纪律，做到“三个不放过”。凡参与专项整治的工作人员要依法办案、公正办案，严禁徇私枉法，严禁接受涉案人员及其亲属的吃请和财物。要认真落实“三个不放过”（主要犯罪嫌疑人不抓获不放过，上下游不查清、“利益链”不打掉不放过，“保护伞”不挖出不放过）的原则，敢于动真格，敢于碰硬。要深挖细查“保护伞”，全力围剿涉黄违法犯罪问题背后的各类保护伞、关系网，坚决斩断涉黄利益链，不挖出“保护伞”不收兵，不见成效不收兵。凡为不法分子通风报信、提供便利的，一律予以严肃查处。

四、严格遵守法律，带头净化社会风气。严禁党政机关工作人员特别是领导干部充当“保护伞”，为涉黄人员说情开脱，包庇、纵容涉黄人员或为涉黄人员提供庇护场所，为专项整治设置障碍。各级领导干部要做好表率，树好形象，带好队伍。广大党员干部要洁身自好，自觉远离低级趣味，注重培养健康的生活情趣，保持高尚的精神追求。凡有涉黄行为的，一律从严、从重处理。

## 舆论观点
事件的发生引起了舆论广泛的关注，包括网民、当地媒体，北京官方媒体，甚至国际媒体。
有媒体报道称，中国政府可能在借此机会揪出幕后的贪污腐败的大老虎，而海外中文传媒指出，这个大老虎很可能就是周永康及其石油帮。媒体人杨清林认为，“东莞扫黄，明的是抓小姐嫖客，实际上要打的，是背后的政法系统保护伞，他并扬言：‘一场席卷全国的借扫黄整顿政法系统保护伞的运动就要开始了！’”

### 媒体
- 《新京报》发表社论，批评央视，称“东莞‘扫黄’重点不在‘小姐’，杜绝色情业泛滥，关键不在于抓了多少‘小姐’，关了多少经营场所，而在于当地是否依法打击这个产业背后的犯罪，铲除背后的权力‘保护伞’”[37]
- 《南方都市报》，官方的新浪微博发表“东莞挺住”声援东莞，后被删帖[38]。
- 《新报》，称“东莞扫黄或是高层领导主导的打虎前奏”。
- 《环球时报》发表社论，反对色情业，称“合法化，中国色情业决走不到的彼岸”。[39]
- 《人民日报》发表社论，称“东莞扫黄是非界限岂能模糊？”，并在央视新闻联播播发。[40]
- 《凤凰财经日报》东莞扫黄将令经济雪上加霜 影响在千亿规模。[41]
- 《美国之音》性产业不能倒：性产业对中国GDP、就业的关系[42]
- 《BBC News 中文》东莞扫黄引争议 微博发出挺莞声[43]
- 《德国之声》網民抗議官方掃黃，鏡頭對准「弱勢人群」[44]。
- 《法新社》报道称，“高管高调扫黄不常见”。[45]
- 《华尔街日报》称，“央视报道东莞意在博眼球”。[45]
- 《时代周刊》称，“央视‘曝光’说法很荒唐”。[45]

### 网民
- 政府官方网站的机器人网民留下相同留言，千篇一律称坚决支持政府和媒体对东莞色情业的打击，这是净化社会环境的有力举措，也是反腐反贪的有效措施等多数内容重复出现。网易及小型网站在不显眼的地方报道东莞扫黄的新闻，[46]网民的留言较长且多，除了建议色情业自律的，也有一边倒反对中国扫黄，以及详述東莞色情业社会现象的，讨论的思考层次较为丰富，调侃说“公安不做正经事，专门为难小市民。没破的案件破了吗？人贩子抓到了吗？被拐的儿童解救了吗？性工作者也是人，从事的也是职业，不偷不抢，公平交易。共产党常说，職業不分貴賤，扫黄拘捕性工作者，不就是自打嘴巴吗？中国男多女少，当今的中国女生擇偶標準非常高，中国普遍存在天价彩礼[47]，没有能力没钱娶老婆的人怎样解决性需要？”也有网民担心扫黄后，由于剩男没有渠道发泄性欲，强奸、性侵等性犯罪率会增加，由于没有营业场所的约束，性工作者转入隐蔽接客，对性工作者和嫖客来说都构成安全隐患，如性工作者受到部分不怀好意的嫖客抢劫，性工作者伙同犯罪分子对嫖客进行桃色敲詐，诈骗团伙利用色情场所被取缔之机，散发虚假的招嫖广告进行诈骗[48]，性工作者也往往受到黑社会的控制。也有人质疑，为什么在历次扫黄中，除了在这次东莞扫黄中，在迫不得已的情况下，中华人民共和国公安部下令追究当地公安机关官员充当保护伞责任这个极个别事件外，从来没有公安人员因为嫖娼被逮捕，[49]是不是公安人员在扫黄前预先收到风声及公安人员之间互相包庇。反对者在新浪微博发起了“东莞挺住”的声援活动。由于和当局观点不一，这些留言一般过了一段时间后被统一删除关闭评论。
- 反对央视在画面中不给女子打马赛克的做法是侮辱别人的人格尊严，侵犯别人的隐私。这种周期性的、运动性的、高调的扫黄行动方式非常错误。
- 時評專家吳祚來認為東莞應該發展的，不是色情產業，而是情色文化，甚至中國傳統社會裡的青樓文化，也比現在這種沐浴桑拿，文化品位高出許多。外來的消費者不僅需要低層次的肉身之爽，更需要到這裡來獲得情色文化的熏陶，在不知不覺中，獲得文化元素的浸潤，讓他們洗的不是桑拿，而是健康而令人身心愉悅的“文化”。所以，政府的引導不容忽視，企業主更多的是急功近利，惟利是圖，而地方政府應該在限制色情業的同時，因勢利導，使情色文化獲得成長的空間。